# 鷹君集團
鷹君集團有限公司（港交所：0041）是一家在香港交易所上市的地產公司，董事會主席兼董事總經理為羅嘉瑞。主要業務是發展、投資及管理優質寫字樓、商場、住宅及酒店物業。

## 歷史
鷹君集團於1963年由羅鷹石先生創立，以鷹君有限公司為首，其股份於1972年在香港聯合交易所上市。1990年，集團進行內部重組，由百慕達註冊的鷹君集團有限公司取代鷹君有限公司成為本集團的上市控股公司。
1996年，集團購入位於倫敦的The Langham Hilton（其後更名為倫敦朗廷酒店），並開始陸續收購環球的豪華酒店。
2014年5月，鷹君集團以24.12億港元投得大埔白石角科研路地皮，每方呎樓面地價3300港元，是鷹君集團相隔約30年再發展香港住宅項目。
2018年9月20日，鷹君大埔白石角科研路住宅發展項目命名為「ONTOLO朗濤」，項目由8座14層高的大樓及2座4層高的低座組成，涵蓋一至四房的住宅單位，合共提供723伙住宅單位。一房單位佔約28%，兩房單位佔約35%，三房單位佔約27%，四房單位佔約10%，實用面積由約350方呎至2,000方呎不等，項目亦設有特色戶連花園或天台及特色海景單位。

## 主要資產
- 冠君產業信託
- 朗廷酒店投資

集團的主要資產包括冠君產業信託（股份代號：2778）及朗廷酒店投資（LHI）（股份代號：1270），分別於2006年及2013年在香港上市。
冠君產業信託（Champion REIT）在香港核心商業區擁有一項面積達164萬平方呎的甲級商用寫字樓物業—花園道三號(前名為花旗銀行廣場)、位於九龍旺角購物旺區面積達129萬平方呎的寫字樓及商場物業「朗豪坊」（Langham Place），並以合資股權形式擁有位於倫敦市中心的66 Shoe Lane，總樓面面積約300萬平方呎。LHI擁有 3 間酒店，香港朗廷酒店共有498間客房，酒店坐擁於尖沙咀繁華購物區；擁有669間客房的香港康得思酒店（前名為香港朗豪酒店）處於旺角購物旺區亦連接「朗豪坊」辦公大樓及商場物業；擁有465間客房的香港逸東酒店位於繁華幹道彌敦道上。 
集團之酒店組合遍佈世界各地，截至2024年12月31日，集團共有三十一間酒店，客房數目逾一萬一千間。當中包括二十六間位於香港、倫敦、紐約、芝加哥、波士頓、洛杉磯、悉尼、墨爾本、黃金海岸、奧克蘭、雅加達、上海、北京、深圳、廣州、佛山、海口、寧波、廈門、合肥、長沙、徐州及寶山，以朗廷、朗豪及康得思品牌命名的豪華酒店，兩間位於華盛頓及香港的逸東酒店，香港Ying’nFlo，以及位處多倫多的Chelsea酒店。

## 部分物業發展項目
- 鷹君中心
- 油塘中心
- 葵涌中心
- 豪華閣
- 豪勝閣
- 嘉瑜園
- 寶晶苑
- 金湖別墅
- 泰湖別墅
- 金威工業大廈
- 金龍工業中心
- 金豐工業大廈
- 豪華工業大廈
- 瑞榮工業大廈
- 貴盛工業大廈
- 保盈工業大廈
- 貴寶工業大廈
- 逸東軒住寓
- ONTOLO朗濤
- 香港朗廷酒店（翻新）
- 香港康得思酒店
- 香港逸東酒店
- 上海新天地朗廷酒店
- 墨爾本朗廷酒店（翻新）
- 奧克蘭朗廷酒店（翻新）
- 波士頓朗廷酒店（翻新）
- 多倫多Chelsea酒店（翻新）
- 朗豪東港項目（佔50%權益）
- 朗賢峯
- 啟德第2A區2號地盤及3號地盤（與信和置業、中國海外發展、華人置業合作發展）持有20%股權
- 九龍城盛德街╱馬頭涌道項目（與市區重建局、信和置業、招商局置地合作發展）持有15%股權

## 外部連結
- 鷹君集團有限公司（页面存档备份，存于）